# 嚴騰
嚴騰（1914年4月3日—1990年12月10日），越南教授，曾任越南共和國國家行政學院副院長。

## 生平
1914年4月3日，嚴騰出生於越南北方河內。:195嚴騰的父親嚴環戀（越南语：／）是阮朝官員，也是副榜嚴珠慧的弟弟。嚴騰的弟弟嚴美後來成爲越南共和國外交官，:532嚴審成爲考古學教授。:730-733
1954年至1955年，任大叻國家行政學校（即國家行政學院前身）副校長。:195
1955年起，嚴騰擔任國家行政學院教授和副院長。:195
1990年12月10日，嚴騰在法國濱海阿爾卑斯省濱海卡涅去世。

## 榮譽
- 一等彰美佩星[1]:195